# Yosra Frawes
Yosra Frawes (Djedeida), es una abogada empresarial tunecina, activista de derechos humanos y feminista.

## Trayectoria
Por iniciativa de su profesora de educación cívica, asistió en 1995 a un debate sobre el papel de las mujeres tunecinas en las telenovelas populares. Luego se unió al club juvenil de la Asociación Tunecina de Mujeres Democráticas mientras hacía campaña en la Unión General de Estudiantes Tunecinos. En 2000, lanzó una petición pidiendo igualdad de género en la herencia.
Después de la revolución tunecina de 2011, Yosra se unió al grupo de juristas que verificaron los textos de la transición democrática dentro de la Autoridad Superior para la Realización de los Objetivos de la Revolución, Reforma Política y Transición Democrática. Mientras tanto, se dedicó a denunciar las desigualdades y los abusos contra los derechos humanos. Más tarde trabajó en un proyecto de ley sobre violencia contra la mujer que fue posteriormente aprobado por la Asamblea de Representantes del Pueblo en julio de 2017.
Distinguida por su activismo por la protección de los derechos humanos participó en la liberación de Jabeur Mejri, acusado de atentar contra la moral, difamación y alteración del orden público por haber publicado caricaturas de Mahoma en las redes sociales en 2012. Además, denunció constantemente los desbordes draconianos y defendió a las mujeres víctimas de violencia.
Ha sido nombrada delegada de la Federación Internacional por los Derechos Humanos en Túnez y ponente en varias conferencias y seminarios a nivel nacional, regional e internacional.
Desde 1999 es miembro de la Asociación de Mujeres Democráticas de Túnez, de la que se convirtió en presidenta en abril de 2018.
Se incorporó a la Asociación de Mujeres Tunecinas para la investigación del desarrollo, donde ha ocupado los cargos de tesorera en 2002 y de directora de formación de 2005 a 2008.

## Publicaciones
Yosra Frawes es autora o coautora de guías, notas e informes como:
- Guía de 100 pasos para poner fin a la violencia contra las mujeres (coautora)[8]
- Derechos humanos garantizados: de la Constitución a la legislación (autor)[9]

- También se destaca por sus escritos y sus ensayos poéticos.

- Ha publicado varios poemas y artículos sobre la contribución de las mujeres a la literatura árabe.[10]